# 桜山 (群馬県)
桜山（さくらやま）は、群馬県藤岡市にある標高591mの山。山頂付近は桜山公園として整備されており国の名勝及び天然記念物である。桜の名所として知られ、日本さくら名所100選に選定されている。麓にはみかん園、中腹にはりんご園があり、それぞれフルーツ狩りを楽しめる。

## 桜山公園
山頂付近は隣接する群馬県立桜山森林公園（面積15ha）と藤岡市桜山公園（面積32ha）を合わせた区域が桜山公園として整備されている。
群馬県立桜山森林公園（藤岡市鬼石町）は1990年（平成2年）4月1日に開設された公園で、管理棟のほか、四阿（あずまや）、日本庭園、見本庭園、芝生広場などがある（桜山公園は第1の広場（日本庭園）、第2の広場（見本庭園）、第3の広場（イベント広場）に分かれている）。
藤岡市桜山公園（藤岡市三波川地内）は藤岡市桜山公園の設置及び管理に関する条例に基づき市によって設置管理が行われている。
1908年（明治41年）に山林を公園として整備したのが始まりで、約千本の桜の苗を植えられた。春のソメイヨシノのほかに、冬桜（11月末〜12月初旬）が特に有名。冬桜の季節には桜と紅葉が同時に楽しめる。
2023年（令和5年）現在、藤岡市桜山公園と群馬県立森林公園を合わせた計47haに約7千本の冬桜が植えられている。ただ、天然記念物指定範囲では樹勢の衰退もみられ、2012年度に407本あった冬桜は、2023年度は162本にまで減少しており学術調査が行われている。

## 歴史
- 古くは虚空蔵山と呼ばれた。
- 1908年（明治41年）、日露戦争の戦勝記念として、三波川村村長飯塚志賀と村民が桜とカエデを山頂に植樹する。
- 1916年（大正5年）頃より、植樹した桜の一部が冬に開花するようになる。
- 1937年（昭和12年）、国の名勝及び天然記念物に指定。
- 1947年（昭和22年）、上毛かるた「さ」の札に収録（三波石と共に名高い冬桜[5]）。
- 1973年（昭和48年）、山火事により冬桜の大半が消失。志賀の子、飯塚馨を中心とした三波川桜山保存会により、新井民志が保有していた冬桜の苗を用いた復興事業が始まる。
- 1990年（平成2年）、県立桜山森林公園が整備される[3]。

## 遊歩道及びハイキングコース

### 遊歩道
- 山頂の道
  - 第一駐車場 - 第1の広場 - 桜山山頂 - 第3の広場（約35分）[2]
- 中腹の道
  - 第一駐車場 - 第1の広場 - 第3の広場（約20分）[2]
- 第2の広場の道
  - 第一駐車場 - 第2の広場 - 第3の広場（約20分）[2]
- 展望台の道
  - 第一駐車場 - 第1の広場 - 展望台（約6分）[2]
- ロウバイ園の道
  - 第二駐車場 - ロウバイ園 - 第3の広場（約10分）[2]

### ハイキングコース
- 鬼石・桜山ルート
  - 鬼石郵便局または鬼石総合支所 - 桜山山頂（片道約9km）[2]
- 八塩・桜山ルート
  - 八塩公会堂 - 八塩温泉 - 桜山山頂（片道約5km）[2]
- 大沢ルート
  - 鬼石郵便局または鬼石総合支所 - （大沢沿い） - 桜山山頂（片道約6.5km）[2]
- 久々沢ルート
  - 鬼石郵便局または鬼石総合支所 - （久々沢沿い） - 桜山山頂（片道約6km）[2]
- 大奈良ルート
  - 鬼石郵便局または鬼石総合支所 - イベント広場 - 桜山山頂（片道約9km）[2]

## ギャラリー

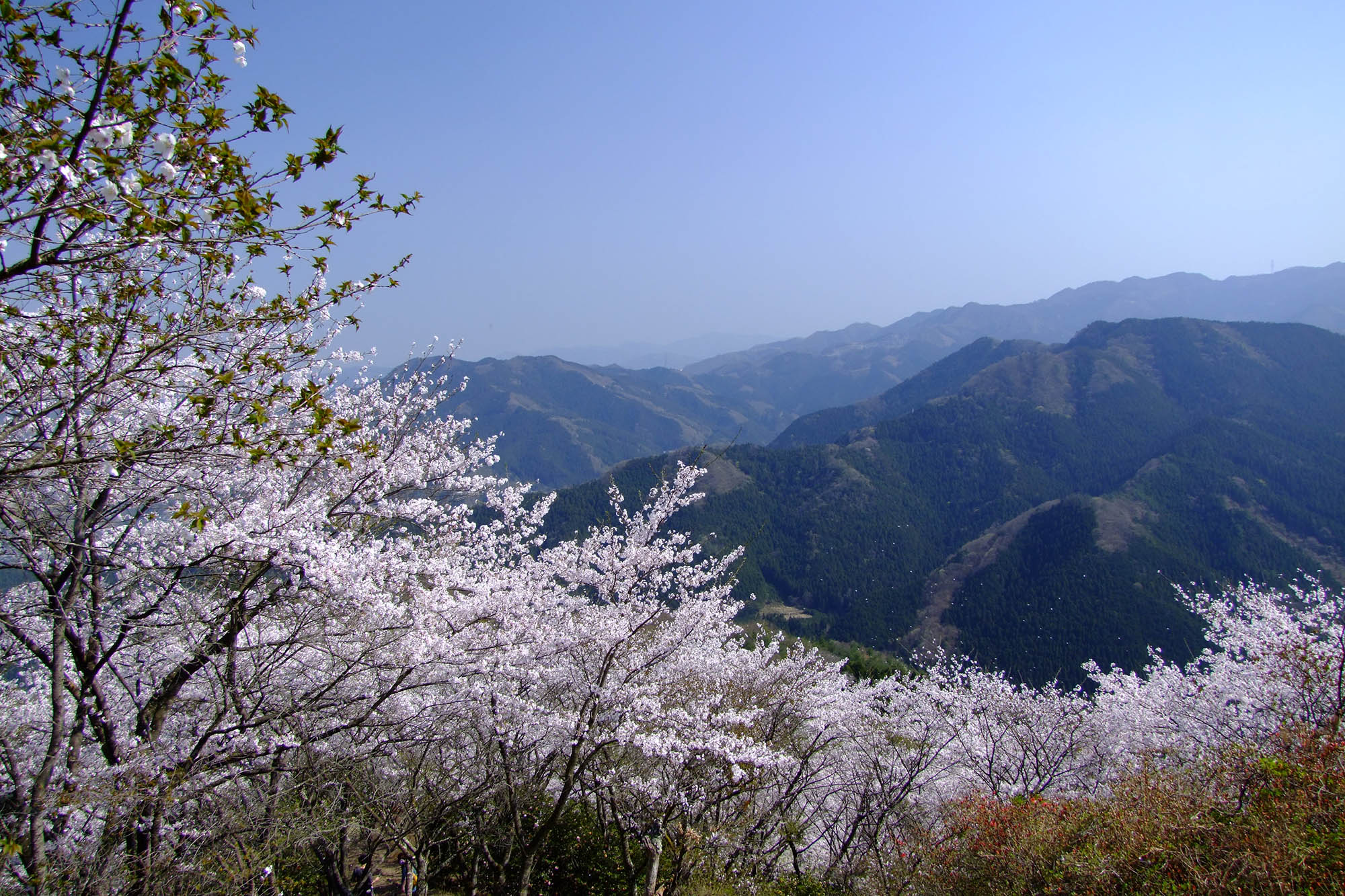
春の桜山公園（ソメイヨシノ）
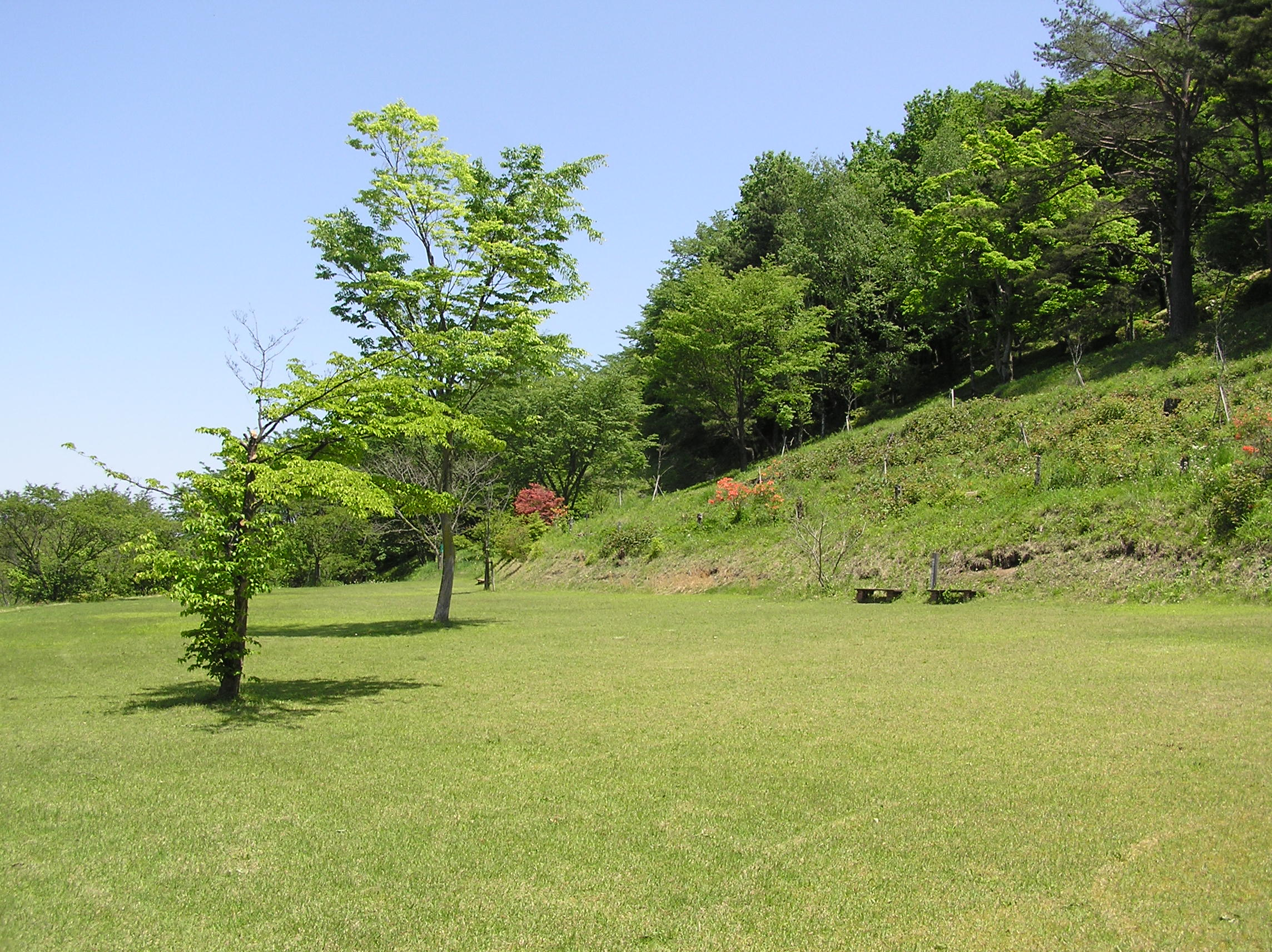
初夏の桜山公園
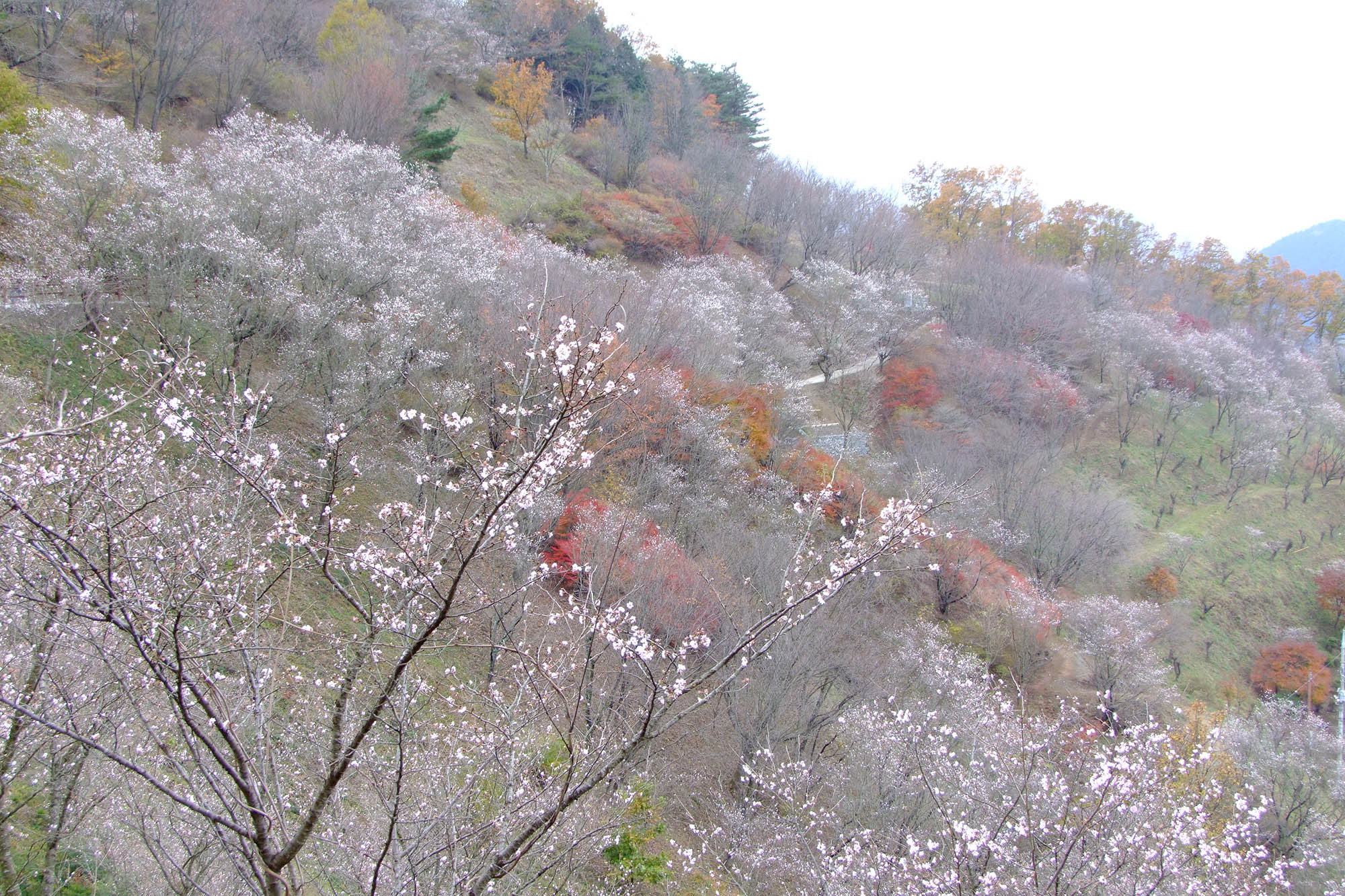
冬の桜山公園（冬桜）
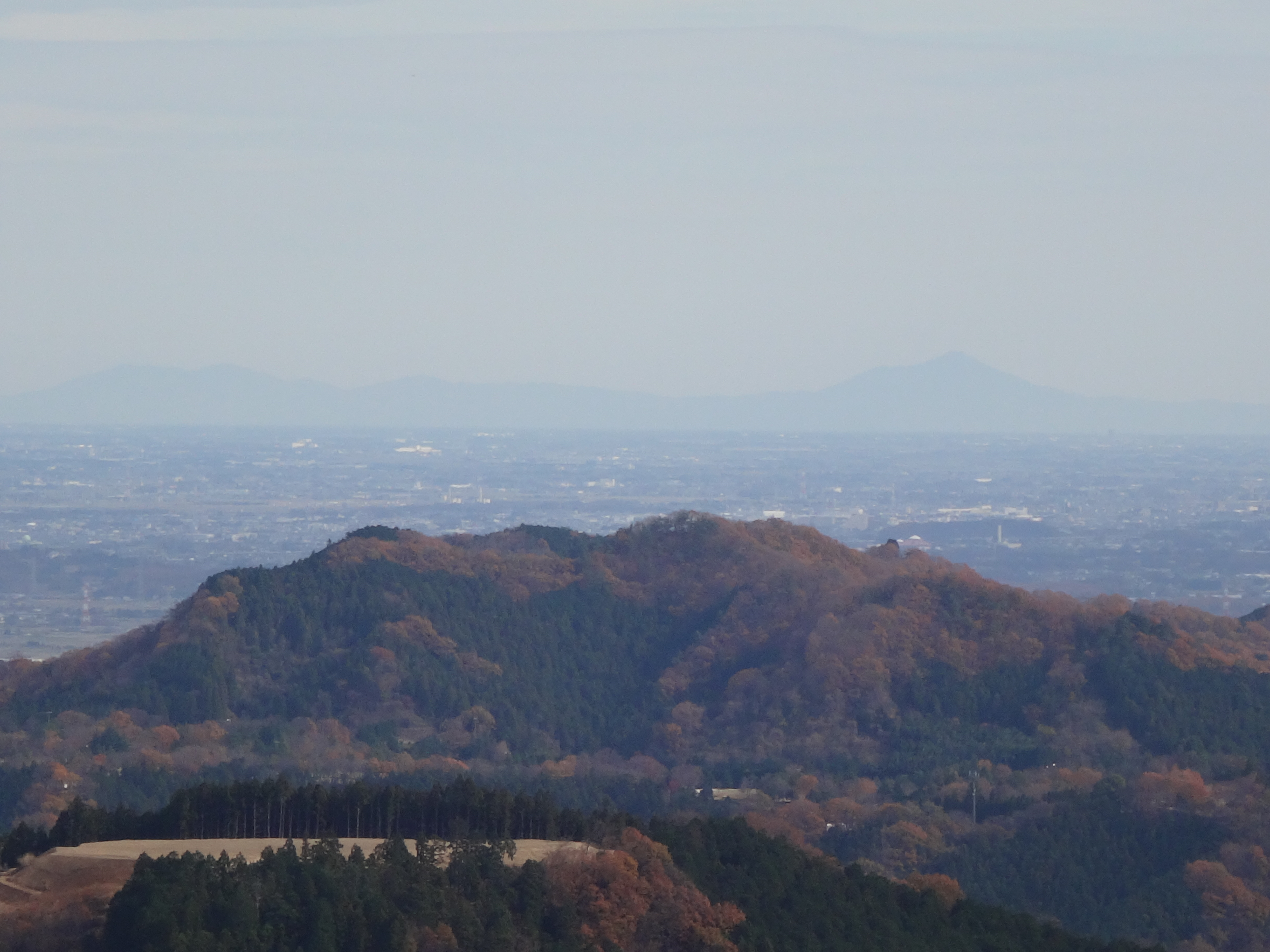
御嶽山と筑波山を眺める